# Anthony Vanden Borre
Anthony Henri Vanden Borre (Likasi, 24 ottobre 1987) è un ex calciatore belga, di ruolo difensore.

## Biografia
Vanden Borre è nato a Likasi, in Repubblica Democratica del Congo da padre belga e da madre congolese.

## Caratteristiche tecniche
Calciatore duttile dal fisico possente. I ruoli che ha interpretato in carriera sul campo sono quelli di terzino destro (ruolo prediletto), difensore centrale, centrocampista esterno, e occasionalmente centrocampista centrale.

## Carriera

### Club

#### Anderlecht
Cresciuto nelle giovanili dell'Anderlecht, con cui gioca sin dall'età di otto anni, esordisce in prima squadra a soli sedici anni il 13 marzo 2004, giocando dal primo minuto nella gara interna di campionato contro il Charleroi, terminata col punteggio di 3-2 in favore dei padroni di casa. Nella parte rimanente della stagione gioca stabilmente nella formazione bianco-malva disputando 8 partite di campionato, vinto poi dalla squadra a fine stagione e due di Coppa del Belgio, conquistando anche la sua prima convocazione con la Nazionale belga.
Nella successiva stagione comincia a giocare stabilmente da titolare facendo coppia con Vincent Kompany. In totale disputa 22 partite di campionato, esordendo anche in Champions League.
Nella stagione 2005-2006 gioca in Champions League, andando anche vicino a segnare uno storico gol per l'Anderlecht nella trasferta in casa del Chelsea, quando colpì il palo con una sua conclusione non riuscendo così ad evitare la sconfitta finale per 1-0. La sua prima rete da professionista arriva invece il 21 settembre del 2005 nella vittoria per 5-1 della propria squadra contro il Roeselare. A fine campionato il giovane belga conta 22 presenze complessive in campionato con 3 gol segnati.
Resta all'Anderlecht anche per la stagione 2006-2007; la squadra nel frattempo gli prolunga il contratto fino al 2010.

#### Serie A: Fiorentina e Genoa
Nella primavera del 2007 la Fiorentina comincia a monitorarlo con insistenza; l'interesse viene confermato anche dal direttore sportivo della società gigliata Pantaleo Corvino. L'ufficialità dell'acquisto arriva solo a fine stagione, il 3 giugno, quando viene annunciata della società viola anche la firma di un quinquennale da parte del giovane terzino, che quindi lascia i belgi dell'Anderlecht dopo aver vinto tre campionati.
Dopo aver saltato le prime partite anche a causa di alcuni problemi personali, Vanden Borre esordisce in Serie A ed in maglia viola il 7 ottobre 2007, quando subentra a Pazzini al 67' di Fiorentina-Juventus, terminata poi col punteggio di 1-1.
Trovando poco spazio negli schemi di Cesare Prandelli nella prima parte della stagione, il 22 gennaio viene ufficializzata la cessione del calciatore in compartecipazione al Genoa, nell'ambito dello scambio con Papa Waigo N'Diayè. Il 24 giugno 2008, poi, i rossoblù riscattano anche l'altra metà del cartellino e Vanden Borre diventa un giocatore del Genoa a titolo definitivo. Partecipa così alla stagione 2008-2009 che si conclude con un quinto posto e la qualificazione della squadra rossoblù in Europa League.

#### Premier League
Il 13 agosto 2009 viene ceduto in prestito al Portsmouth società che poi a fine campionato essendo incorsa in procedura fallimentare, non potendo operare in amministrazione controllata non riscatta il prestito e lascia il giocatore all'interno dell'affare Boateng.

#### Genk
Dopo 23 presenze nel campionato inglese torna al Genoa in cerca di un'altra sistemazione. Il 7 settembre 2010, a calciomercato ormai chiuso, il Genk comunica di aver acquisito a titolo definitivo il cartellino del calciatore che, pur allenandosi già con la nuova squadra, entrerà a ufficialmente a far parte della rosa dal gennaio 2011 non essendo più possibile il suo tesseramento.
Nel luglio 2012 si svincola in seguito alla scadenza del proprio contratto con il Genk. Il successivo 14 settembre si aggrega al West Ham per un periodo di prova insieme a Mikaël Silvestre e John Mensah. Qualche giorno dopo viene scartato dagli Hammers.

#### Ritorno all'Anderlecht
Nel gennaio 2013 torna dopo 6 anni all'Anderlecht.
Il 4 novembre 2014 realizza una doppietta in Champions League contro l'Arsenal.

#### Montpellier, il ritiro e il ritorno
Nell'estate 2016 passa in prestito ai francesi del Montpellier.
Il 10 gennaio 2017 a soli 29 anni, annuncia il suo ritiro dal calcio giocato, per poi annullare la precedente decisione e firmare il 2 marzo con il Mazembe.

### Nazionale
Dopo la sua prima stagione da professionista con l'Anderlecht, Vanden Borre viene convocato nella Nazionale belga dove esordisce il 28 aprile 2004 nell'amichevole giocata a Bruxelles contro la Turchia con la maglia dei Rode Duivels a soli 16 anni e sei mesi, subentrando al 90º minuto a Éric Deflandre diventando il secondo giocatore più giovane di sempre ad esordire con la maglia della nazionale belga, dopo Fernand Nisot.
Successivamente entra a far parte stabilmente della rosa del Belgio, partecipando anche alle qualificazioni per i Mondiali di Germania 2006 e segnando la sua prima rete nell'amichevole vinta per 2-1 contro l'Arabia Saudita dell'11 maggio 2006.
Nel 2008 prende parte con la Nazionale Olimpica ai Giochi olimpici in Cina.
Nel giugno 2014 viene convocato dal ct della Nazionale Marc Wilmots per i Mondiali 2014.

## Statistiche

### Presenze e reti nei club
Statistiche aggiornate all’11 aprile 2020.
| Stagione          | Squadra           | Campionato        | Campionato | Campionato | Coppe nazionali | Coppe nazionali | Coppe nazionali | Coppe continentali | Coppe continentali | Coppe continentali | Altre coppe | Altre coppe | Altre coppe | Totale | Totale |
| Stagione          | Squadra           | Comp              | Pres       | Reti       | Comp            | Pres            | Reti            | Comp               | Pres               | Reti               | Comp        | Pres        | Reti        | Pres   | Reti   |
| ----------------- | ----------------- | ----------------- | ---------- | ---------- | --------------- | --------------- | --------------- | ------------------ | ------------------ | ------------------ | ----------- | ----------- | ----------- | ------ | ------ |
| 2003-2004         | Anderlecht        | D1                | 8          | 0          | CB              | 2               | 0               | UCL                |                    | -                  | -           | -           | -           | 10     | 0      |
| 2004-2005         | Anderlecht        | D1                | 19         | 0          | CB              | 0               | 0               | UCL                | 6                  | 0                  | SB          | 1           | 0           | 26     | 0      |
| 2005-2006         | Anderlecht        | D1                | 22         | 3          | CB              | 0               | 0               | UCL                | 8                  | 0                  | -           | -           | -           | 30     | 3      |
| 2006-2007         | Anderlecht        | D1                | 20         | 0          | CB              | 3               | 0               | UCL                | 6                  | 1                  | -           | -           | -           | 29     | 1      |
| 2007-gen. 2008    | Fiorentina        | A                 | 2          | 0          | CI              | 1               | 0               | CU                 | 2                  | 0                  | -           | -           | -           | 5      | 0      |
| gen.-giu. 2008    | Genoa             | A                 | 6          | 0          | CI              | 0               | 0               | -                  | -                  | -                  | -           | -           | -           | 6      | 0      |
| 2008-2009         | Genoa             | A                 | 25         | 0          | CI              | 2               | 0               | -                  | -                  | -                  |             | -           | -           | 27     | 0      |
| Totale Genoa      | Totale Genoa      | Totale Genoa      | 31         | 0          |                 | 2               | 0               |                    | -                  | -                  |             | -           | -           | 33     | 0      |
| 2009-2010         | Portsmouth        | PL                | 19         | 0          | FACup+CdL       | 2+4             | 0+1             | -                  | -                  | -                  | -           | -           | -           | 25     | 1      |
| 2010-2011         | Genk              | PL                | 16         | 0          | CB              | 0               | 0               | -                  | -                  | -                  | -           | -           | -           | 16     | 0      |
| 2011-2012         | Genk              | PL                | 26         | 1          | CB              | 1               | 0               | UCL                | 7                  | 0                  | SB          | 1           | 0           | 35     | 1      |
| Totale Genk       | Totale Genk       | Totale Genk       | 42         | 1          |                 | 1               | 0               |                    | 7                  | 0                  |             | 1           | 0           | 51     | 1      |
| gen.-giu 2013     | Anderlecht        | PL                | 1          | 0          | CB              | 0               | 0               | UCL                | -                  | -                  | SB          | -           | -           | 1      | 0      |
| 2013-2014         | Anderlecht        | JL                | 27         | 0          | CB              | 1               | 0               | UCL                | 3                  | 0                  | SB          | -           | -           | 31     | 0      |
| 2014-2015         | Anderlecht        | JL                | 20         | 1          | CB              | 3               | 1               | UCL                | 6                  | 2                  | SB          | -           | -           | 29     | 4      |
| 2015-2016         | Anderlecht        | JL                | 2          | 0          | CB              | -               | -               | UCL                | 0                  | 0                  | SB          | -           | -           | 2      | 0      |
| ago.2016-gen.2017 | Montpellier       | L1                | 10         | 0          | CdF+CdL         | 0+0             | 0               | -                  | -                  | -                  | -           | -           | -           | 10     | 0      |
| mar.-dic. 2017    | TP Mazembe        | L                 | 0          | 0          | CC              | 0               | 0               | -                  | -                  | -                  | -           | -           | -           | 0      | 0      |
| gen.-giu 2020     | Anderlecht        | PL                | 0          | 0          | CB              | 0               | 0               | -                  | -                  | -                  | -           | -           | -           | 0      | 0      |
| Totale Anderlecht | Totale Anderlecht | Totale Anderlecht | 119        | 4          |                 | 9               | 1               |                    | 29                 | 3                  |             | 1           | 0           | 158    | 8      |
| Totale carriera   | Totale carriera   | Totale carriera   | 190        | 5          |                 | 19              | 1               |                    | 38                 | 3                  |             | 2           | 0           | 249    | 9      |

### Cronologia presenze e reti in nazionale
| Cronologia completa delle presenze e delle reti in nazionale ― Belgio | Cronologia completa delle presenze e delle reti in nazionale ― Belgio | Cronologia completa delle presenze e delle reti in nazionale ― Belgio | Cronologia completa delle presenze e delle reti in nazionale ― Belgio | Cronologia completa delle presenze e delle reti in nazionale ― Belgio | Cronologia completa delle presenze e delle reti in nazionale ― Belgio | Cronologia completa delle presenze e delle reti in nazionale ― Belgio | Cronologia completa delle presenze e delle reti in nazionale ― Belgio |
| Data                                                                  | Città                                                                 | In casa                                                               | Risultato                                                             | Ospiti                                                                | Competizione                                                          | Reti                                                                  | Note                                                                  |
| --------------------------------------------------------------------- | --------------------------------------------------------------------- | --------------------------------------------------------------------- | --------------------------------------------------------------------- | --------------------------------------------------------------------- | --------------------------------------------------------------------- | --------------------------------------------------------------------- | --------------------------------------------------------------------- |
| 28-4-2004                                                             | Bruxelles                                                             | Belgio                                                                | 2 – 3                                                                 | Turchia                                                               | Amichevole                                                            | -                                                                     | 90’                                                                   |
| 4-6-2005                                                              | Belgrado                                                              | Serbia e Montenegro                                                   | 0 – 0                                                                 | Belgio                                                                | Qual. Mondiali 2006                                                   | -                                                                     |                                                                       |
| 17-8-2005                                                             | Bruxelles                                                             | Belgio                                                                | 2 – 0                                                                 | Grecia                                                                | Amichevole                                                            | -                                                                     | 89’                                                                   |
| 3-9-2005                                                              | Zenica                                                                | Bosnia ed Erzegovina                                                  | 1 – 0                                                                 | Belgio                                                                | Qual. Mondiali 2006                                                   | -                                                                     | 78’                                                                   |
| 7-9-2005                                                              | Anversa                                                               | Belgio                                                                | 8 – 0                                                                 | San Marino                                                            | Qual. Mondiali 2006                                                   | -                                                                     | 69’                                                                   |
| 8-10-2005                                                             | Bruxelles                                                             | Belgio                                                                | 0 – 2                                                                 | Spagna                                                                | Qual. Mondiali 2006                                                   | -                                                                     | 22’ 63’                                                               |
| 12-10-2005                                                            | Vilnius                                                               | Lituania                                                              | 1 – 1                                                                 | Belgio                                                                | Qual. Mondiali 2006                                                   | -                                                                     | 46’                                                                   |
| 1-3-2006                                                              | Lussemburgo                                                           | Lussemburgo                                                           | 0 – 2                                                                 | Belgio                                                                | Amichevole                                                            | -                                                                     | 46’                                                                   |
| 11-5-2006                                                             | Sittard                                                               | Arabia Saudita                                                        | 1 – 2                                                                 | Belgio                                                                | Amichevole                                                            | 1                                                                     |                                                                       |
| 20-5-2006                                                             | Trnava                                                                | Slovacchia                                                            | 1 – 1                                                                 | Belgio                                                                | Amichevole                                                            | -                                                                     | 69’                                                                   |
| 24-5-2006                                                             | Genk                                                                  | Belgio                                                                | 3 – 3                                                                 | Turchia                                                               | Amichevole                                                            | -                                                                     | 70’                                                                   |
| 16-8-2006                                                             | Bruxelles                                                             | Belgio                                                                | 0 – 0                                                                 | Kazakistan                                                            | Qual. Euro 2008                                                       | -                                                                     | 75’                                                                   |
| 6-9-2006                                                              | Erevan                                                                | Armenia                                                               | 0 – 1                                                                 | Belgio                                                                | Qual. Euro 2008                                                       | -                                                                     | 60’ 78’                                                               |
| 11-10-2006                                                            | Bruxelles                                                             | Belgio                                                                | 3 – 0                                                                 | Azerbaigian                                                           | Qual. Euro 2008                                                       | -                                                                     | 77’                                                                   |
| 15-11-2006                                                            | Bruxelles                                                             | Belgio                                                                | 0 – 1                                                                 | Polonia                                                               | Qual. Euro 2008                                                       | -                                                                     | 46’                                                                   |
| 7-2-2007                                                              | Bruxelles                                                             | Belgio                                                                | 0 – 2                                                                 | Rep. Ceca                                                             | Amichevole                                                            | -                                                                     | 86’                                                                   |
| 22-8-2007                                                             | Bruxelles                                                             | Belgio                                                                | 3 – 2                                                                 | Serbia                                                                | Qual. Euro 2008                                                       | -                                                                     | 67’                                                                   |
| 15-10-2008                                                            | Bruxelles                                                             | Belgio                                                                | 1 – 2                                                                 | Spagna                                                                | Qual. Mondiali 2010                                                   | -                                                                     | 87’                                                                   |
| 19-11-2008                                                            | Lussemburgo                                                           | Lussemburgo                                                           | 1 – 1                                                                 | Belgio                                                                | Amichevole                                                            | -                                                                     |                                                                       |
| 11-2-2009                                                             | Genk                                                                  | Belgio                                                                | 2 – 0                                                                 | Slovenia                                                              | Amichevole                                                            | -                                                                     |                                                                       |
| 12-8-2009                                                             | Teplice                                                               | Rep. Ceca                                                             | 3 – 1                                                                 | Belgio                                                                | Amichevole                                                            | -                                                                     |                                                                       |
| 5-9-2009                                                              | La Coruña                                                             | Spagna                                                                | 5 – 0                                                                 | Belgio                                                                | Qual. Mondiali 2010                                                   | -                                                                     |                                                                       |
| 11-11-2011                                                            | Liegi                                                                 | Belgio                                                                | 2 – 1                                                                 | Romania                                                               | Amichevole                                                            | -                                                                     |                                                                       |
| 5-3-2014                                                              | Bruxelles                                                             | Belgio                                                                | 2 – 2                                                                 | Costa d'Avorio                                                        | Amichevole                                                            | -                                                                     | 46’                                                                   |
| 26-5-2014                                                             | Genk                                                                  | Belgio                                                                | 5 – 1                                                                 | Lussemburgo                                                           | Amichevole                                                            | -                                                                     | 46’                                                                   |
| 7-6-2014                                                              | Bruxelles                                                             | Belgio                                                                | 1 – 0                                                                 | Tunisia                                                               | Amichevole                                                            | -                                                                     | 46’                                                                   |
| 26-6-2014                                                             | San Paolo                                                             | Corea del Sud                                                         | 0 – 1                                                                 | Belgio                                                                | Mondiali 2014 - 1º turno                                              | -                                                                     |                                                                       |
| 12-11-2014                                                            | Bruxelles                                                             | Belgio                                                                | 3 – 1                                                                 | Islanda                                                               | Amichevole                                                            | -                                                                     | 66’                                                                   |
| 16-11-2014                                                            | Bruxelles                                                             | Belgio                                                                | 0 – 0                                                                 | Galles                                                                | Qual. Euro 2016                                                       | -                                                                     |                                                                       |
| Totale                                                                |                                                                       | Presenze                                                              | 29                                                                    |                                                                       | Reti                                                                  | 1                                                                     |                                                                       |

| Cronologia completa delle presenze e delle reti in nazionale ― Belgio olimpica | Cronologia completa delle presenze e delle reti in nazionale ― Belgio olimpica | Cronologia completa delle presenze e delle reti in nazionale ― Belgio olimpica | Cronologia completa delle presenze e delle reti in nazionale ― Belgio olimpica | Cronologia completa delle presenze e delle reti in nazionale ― Belgio olimpica | Cronologia completa delle presenze e delle reti in nazionale ― Belgio olimpica | Cronologia completa delle presenze e delle reti in nazionale ― Belgio olimpica | Cronologia completa delle presenze e delle reti in nazionale ― Belgio olimpica |
| Data                                                                           | Città                                                                          | In casa                                                                        | Risultato                                                                      | Ospiti                                                                         | Competizione                                                                   | Reti                                                                           | Note                                                                           |
| ------------------------------------------------------------------------------ | ------------------------------------------------------------------------------ | ------------------------------------------------------------------------------ | ------------------------------------------------------------------------------ | ------------------------------------------------------------------------------ | ------------------------------------------------------------------------------ | ------------------------------------------------------------------------------ | ------------------------------------------------------------------------------ |
| 7-8-2008                                                                       | Shenyang                                                                       | Brasile olimpica                                                               | 1 – 0                                                                          | Belgio olimpica                                                                | Olimpiadi 2008 - 1º turno                                                      | -                                                                              | 83’                                                                            |
| 10-8-2008                                                                      | Shenyang                                                                       | Cina olimpica                                                                  | 0 – 2                                                                          | Belgio olimpica                                                                | Olimpiadi 2008 - 1º turno                                                      | -                                                                              | 78’                                                                            |
| 13-8-2008                                                                      | Shanghai                                                                       | Nuova Zelanda olimpica                                                         | 0 – 1                                                                          | Belgio olimpica                                                                | Olimpiadi 2008 - 1º turno                                                      | -                                                                              | 68’                                                                            |
| 16-8-2008                                                                      | Pechino                                                                        | Italia olimpica                                                                | 2 – 3                                                                          | Belgio olimpica                                                                | Olimpiadi 2008 - Quarti di finale                                              | -                                                                              | 65’                                                                            |
| 19-8-2008                                                                      | Shanghai                                                                       | Nigeria olimpica                                                               | 4 – 1                                                                          | Belgio olimpica                                                                | Olimpiadi 2008 - Semifinale                                                    | -                                                                              |                                                                                |
| 22-8-2008                                                                      | Shanghai                                                                       | Belgio olimpica                                                                | 0 – 3                                                                          | Brasile olimpica                                                               | Olimpiadi 2008 - Finale 3º-4º posto                                            | -                                                                              | 59’                                                                            |
| Totale                                                                         |                                                                                | Presenze                                                                       | 6                                                                              |                                                                                | Reti                                                                           | 0                                                                              |                                                                                |

## Palmarès

### Club

#### Competizioni nazionali
- Campionato belga: 5

Anderlecht: 2003-2004, 2005-2006, 2006-2007, 2013-2014
- Supercoppa del Belgio: 3

Anderlecht: 2006, 2013, 2014